# 게오르기 디미트로프

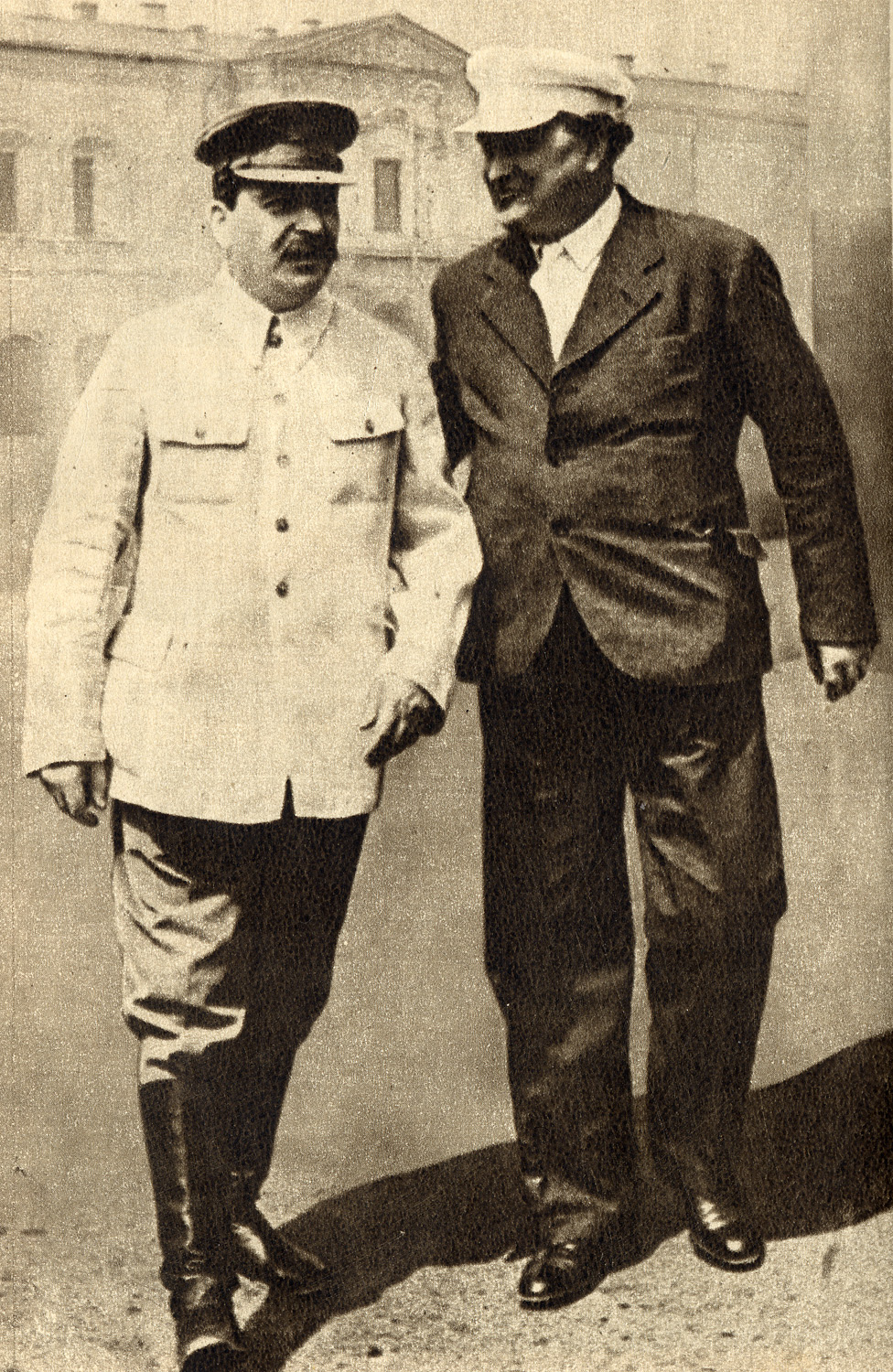
이오시프 스탈린과 게오르기 디미트로프 (1936년 촬영)

게오르기 디미트로프 미하일로프(불가리아어: Георги Димитров Михайлов, 1882년 6월 18일~1949년 7월 2일) 또는 게오르기 미하일로비치 디미트로프(러시아어: Гео́ргий Миха́йлович Дими́тров, 문화어: 게오르기 미하일로비츠 지미뜨로브)는 불가리아의 노동운동가, 정치인, 혁명가이다. 코민테른의 서기장으로서 국제 공산주의 운동을 지도했다. 반파시즘 인민 전선 노선을 주장했으며 제2차 세계 대전 당시에 인민 전선의 일종인 조국 전선을 조직하여 싸웠으며 1946년 9월 15일 왕정 체제가 무너지고 불가리아 인민공화국이 성립되자 총리가 되었다.
1933년 독일 국회의사당 방화 사건이 발생했을 때 배후에 나치를 둔 독일 경찰은 여행 중이었던 바실 타네프, 블라고이 포포프, 게오르기 디미트로프 등 불가리아 공산주의자들과 독일 공산당 소속 국회의원 에른스트 토르글러를 당시 현장에서 방화범으로 체포되었던 마리뉘스 판데르뤼버의 공범으로 지목해 그를 체포하였다.
그러나 디미트로프는 판데르뤼버를 전혀 몰랐고, 판데르뤼버 역시 마찬가지였다. 나치는 디미트로프가 반파시즘 인민전선을 조직하려고 하자 이를 탄압하기 위해서 이 사건을 조작하였다. 나치의 지령을 받은 "증인"들이 디미트로프와 판데르뤼버가 범죄를 모의하는 것을 목격했다고 증언하였다. 그러나 디미트로프는 재판 과정에서 괴링을 거꾸로 몰아붙여 괴링을 꼼짝못하게 했고(당시 괴링은 프로이센 자유주 내무장관 자격으로 증인으로 출석했다), 모든 증언들에 대해 거짓임을 입증하였다. 그 "증언"들은 조작된 것이었므로 반박하는 데 별 어려움은 없었다고 한다. 예를 들어, 디미트로프가 뮌헨에 있었을 당시, 베를린에서 판데르뤼버와 만나는 것을 봤다는 식의 증언이었던 것이다.
결국 나치가 사실상 주도적이었던 당시의 독일 사법부는 어쩔 수 없이 판데르뤼버를 제외한 당시 반파시즘 인민전선을 조직하던 공산주의자들에게 무죄를 선고하였으며 이후 개최되었던 코민테른의 회의에서 디미트로프는 당시의 상황과 경과에 대해서 자시한 설명과 보고 및 평가를 하였다.

## 어린 시절
디미트로프는 1882년 코바체프치에서 태어났다. 소피아에서 노동조합 운동에 참여한 인쇄식자공이었던 디미트로프는 1902년에 불가리아 사회민주당에 참여하였는데, 1903년에 디미터르 블라고에프을 따라 그의 편에 서게 되었다. 이후 이 세력은 불가리아 사회민주노동당을 형성하였다. 불가리아 사회민주노동당은 급진화하면서 1919년에 코민테른에 가입했고 불가리아 공산당이 되었다. 그는 1904년부터 1923년까지 불가리아 노동조합연맹의 서기장을 지냈고, 제1차 세계 대전 중인 1915년에 불가리아 국회의원으로 선출되었고, 1917년 불가리아 왕국에 의해 체포될때까지 불가리아의 제1차 세계대전 참전 및 새로운 전쟁 공채 발행에 강력히 반대했다.
1923년 6월, 독재적인 알렉산더르 스탐볼리스키 수상이 쿠데타로 실각했을 때, 공산주의자들은 알렉산더르 찬코프에 반대하는 봉기를 조직하였다. 디미트로프는 혁명 활동가로서 탄압에 맞선 저항을 지도했다. 이후 그와 지도부는 유고슬라비아로 망명했으며 이후 궐석재판에서 사형을 선고를 받았다. 이후 디미트로프는 여러 가지 가명으로 1929년까지 소련에서 망명생활을 하다가 독일로 다시 이주했고, 그곳에서 나치에 맞서서 독일 공산당이 이끄는 반파시즘 인민전선을 조직하는 활동을 하였다.

## 라이프치히 재판과 코민테른 지도
1933년, 디미트로프는 독일 국회의사당 방화 사건의 공범으로 연루되어 베를린에서 체포되었다. 그리고 라이프치히 재판에서 디미트로프는 당시 나치의 손에 이미 넘어간 법원과 검찰 앞에서 당당하게 자신의 신념을 밝히는 한편 이 사건이 조작되었음을 만천하에 폭로했었으며 결국 독일 공산당을 해산시키려고 사건을 조작한 나치당국은 디미트로프와 다른 공산주의자들은 무죄 판결을 받았을 수밖에 없었다. 참고로 당시에 체포되었던 마리뉘스 판데르뤼버는 유죄선고가 그대로 유지되었다.(이 사건에 대해서는 대체로 나치의 자작극이라는 주장이 주류이며 판데르뤼버가 실제로는 나치가 심어놓은 첩자 혹은 나치당원임을 암시하는 증거들또한 상당하다.)
이후 디미트로프는 1934년 8월 2일 코민테른 7차 대회에 참가했으며 여기에서 "파시즘의 공세와, 파시즘에 반대하여 노동자계급의 통일을 지향하는 투쟁에 있어 코민테른의 임무"라는 이름으로 사건에 대한 보고를 하였으며 여기에서 파시즘에 맞서는 인민전선을 조직해야 한다고 했다. 반파시즘 통일전선이 코민테른에 정식적으로 채택되면서 코민테른에 가입한 공산당들은 본격적으로 반(反)파시즘 투쟁을 위한 인민전선이 프랑스,미국,영국에서 조직되기 시작되었다.
디미트로프가 주창한 인민전선 이론은 스페인 내전에서 본격적으로 활용되었으며 이후 프랑스, 미국, 인도, 스페인에서도 반파시즘 통일전선이 조직되기 시작하였다. 한편 불가리아에서도 인민전선의 일종인 조국전선이 결성되 파시스트 세력을 물리쳤다.

## 지도자 경력
1946년 게오르기 디미트로프는 반파시즘, 반제국주의 투사로서의 경력과 파란만장 망명생활을 끝내고 마침내 고국으로 돌아왔다. 디미트로프가 돌아온 그해 불가리아 왕국이 폐지되고 불가리아 인민공화국이 수립되자 키몬 게오르기에프로터 권한을 넘겨받고 총리가 되었다.
1947년 디미트로프는 요시프 브로즈 티토에게 통해 국경 협정과 발칸연방인민공화국을 제의했지만 티토는 이미 불가리아와 알바니아를 자국에 병탄할 계획을 세운 상태였다. 그러나 이 회담싀 내용은 소련에게도 알려지게 되었고 티토의 대유고슬라비아주의 사상은 이오시프 스탈린을 격노하게 만들었고 이는 곧 티토-스탈린 결렬로 이어졌다.
1948년 유고슬라비아 연방인민공화국이 본격적으로 동구권에서 이탈하면서 불가리아의 지정학적 중요성은 높아졌고, 불가리아는 이를 이용해 소련과 대등한 외교관계를 수립하는데 성공했다.
디미트로프는 완고한 스탈린주의자였지만, 티토와 절연하지 않았고 개인적으로는 여전히 친하게 지냈다. 이는 소련으로 하여금 디미트로프를 의심하게 만들었고, 그로 인해 디미트로프는 종종 소련으로 소환되었다.
그러나 디미트로프는 자신은 마르크스-레닌주의의 지지자이자 유고슬라비아의 티토 정권에 반대한다는 의사를 분명히 했고, 불가리아 공산당 총회에서 티토의 민족주의 행보를 저격하하며 강하게 질타했다.

## 같이 보기
- 마르크스-레닌주의
- 코민테른
- 불가리아 공산당
- 인민전선

## 참고 문헌(한국어판)
다음은 한국어판에서 영문 번역 부분 외에 추가 작성을 위하여 참조한 자료이다.
- 쟉크 드라류 저, 《독재자와 비밀경찰》
- 노동사회과학연구소 저 《20세기 사회주의와 반혁명》

## 참고 자료
- Georgi Dimitrov Reference Archive at Marxist Internet Archive.